# Ministerstwo Rozwoju Regionalnego (Polska)
Ministerstwo Rozwoju Regionalnego (MRR) – polski urząd administracji rządowej istniejący w latach 2005–2013 obsługujący ministra właściwego do spraw działu administracji rządowej rozwój regionalny. 
Ministerstwo powstało 31 października 2005, zostało wydzielone z Ministerstwa Gospodarki i Pracy:
Dział rozwój regionalny obejmuje sprawy:
- współpracy z organizacjami zrzeszającymi jednostki samorządu terytorialnego
- opracowywania projektów narodowej strategii rozwoju regionalnego
- funduszy strukturalnych
- opracowywania narodowego planu rozwoju będącego podstawą do zawarcia umowy pomiędzy Rządem Rzeczypospolitej Polskiej i Komisją Europejską

27 listopada 2013 z połączenia Ministerstwa Rozwoju Regionalnego i Ministerstwa Transportu, Budownictwa i Gospodarki Morskiej utworzono Ministerstwo Infrastruktury i Rozwoju.

## Kierownictwo ministerstwa (stan na dzień zniesienia Ministerstwa)
- Adam Zdziebło (PO) – sekretarz stanu od 16 lutego 2010 roku
- Iwona Wendel – podsekretarz stanu od 5 stycznia 2011 roku
- Marceli Niezgoda – podsekretarz stanu od 24 stycznia 2011 roku
- Paweł Orłowski (PO) – podsekretarz stanu od 12 grudnia 2011 roku
- Marcin Kubiak – podsekretarz stanu od 28 lutego 2013 roku
- Adam Wojtaś – dyrektor generalny

### Gabinet Polityczny Ministra
- Jakub Cebula – doradca

### Struktura
- Gabinet Polityczny Ministra
- Biuro Administracyjne
- Biuro Dyrektora Generalnego
- Biuro Ministra
- Biuro Zarządzania Zasobami Ludzkimi
- Departament Ekonomiczno-Finansowy
- Departament Informacji, Promocji i Szkoleń
- Departament Instytucji Certyfikującej
- Departament Koordynacji i Wdrażania Programów Regionalnych
- Departament Koordynacji Polityki Strukturalnej
- Departament Koordynacji Programów Infrastrukturalnych
- Departament Koordynacji Wdrażania Funduszy Unii Europejskich
- Departament Prawny
- Departament Programów Pomocowych i Pomocy Technicznej
- Departament Programów Ponadregionalnych
- Departament Przygotowania Projektów Indywidualnych
- Departament Unii Europejskiej i Współpracy Międzynarodowej
- Departament Współpracy Terytorialnej
- Departament Zarządzania Europejskim Funduszem Społecznym
- Departament Zarządzania Programami Konkurencyjności i Innowacyjności
- Stanowisko do Spraw Audytu Wewnętrznego
- Stanowisko do Spraw Komunikacji Społecznej i Mediów
- Stanowisko do Spraw Obronnych
- Stanowisko do Spraw Ochrony Informacji Niejawnych

Jednostki podległe Ministerstwu Rozwoju Regionalnego:
- Centrum Projektów Europejskich

### Minister rozwoju regionalnego i budownictwa
- Jerzy Kropiwnicki (ZChN) od 16 czerwca 2000 do 19 października 2001

### Minister rozwoju regionalnego
- Grażyna Gęsicka (ur. 13 grudnia 1951 w Warszawie, zm. 10 kwietnia 2010 w Smoleńsku), (PiS) od 31 października 2005 do 7 września 2007
- p.o. Prezes Rady Ministrów Jarosław Kaczyński (PiS) od 7 września 2007 do 11 września 2007
- Grażyna Gęsicka (PiS) od 11 września 2007 do 16 listopada 2007
- Elżbieta Bieńkowska (bezpartyjna) od 16 listopada 2007 do 27 listopada 2013